# フィリップ・H・ラスロップ
フィリップ・H・ラスロップ（Philip H. Lathrop, A.S.C.、1912年10月22日 - 1995年4月12日）は、アメリカ合衆国の撮影監督。
フィリップ・ラスロップやフィル・ラスロップとクレジットされることもある。
カリフォルニア州マーセド出身。ユニバーサル・ピクチャーズに入社、ラッセル・メティやジョセフ・A・ヴァレンタインらの撮影助手として働き、キャリアを積む。
映画やテレビドラマの撮影を幅広く担当、映画ではブレイク・エドワーズ監督の作品や『大地震』、『大空港』以外のエアポートシリーズ3作などを担当した。アカデミー撮影賞に2度ノミネートされたほか、プライムタイム・エミー賞を2度受賞した。全米撮影監督協会の会員だった。
1995年4月12日、82歳で死去。

## 主な作品

### 映画
- 西部の渡り者 The Saga of Hemp Brown (1958)
- 休暇はパリで The Perfect Furlough (1958)
- ピエドラスブランカスの怪物 The Monster of Piedras Blancas (1959)
- 狂った野獣 Cry Tough (1959)
- ティファニーで朝食を Breakfast at Tiffany's (1961) クレジットなし
- 追跡 Experiment in Terror (1962)
- 脱獄 Lonely Are the Brave (1962)
- 酒とバラの日々 Days of Wine and Roses (1962)
- 雨の中の兵隊 Soldier in the Rain (1963)
- ピンクの豹 The Pink Panther (1963)
- 卑怯者の勲章 The Americanization of Emily (1964)
- 36時間 36 Hours (1964)
- フロリダ万才 Girl Happy (1965)
- シンシナティ・キッド The Cincinnati Kid (1965)
- お呼びの時間 Never Too Late (1965)
- 地上最大の脱出作戦 What Did You Do in the War, Daddy? (1966)
- 真昼の衝動 The Happening (1967)
- サンタモニカの週末 Don't Make Waves (1967)
- 銃口 Gunn (1967)
- 殺しの分け前/ポイント・ブランク Point Blank (1967)
- 太ももに蝶 I Love You, Alice B. Toklas! (1968)
- フィニアンの虹 Finian's Rainbow (1968)
- いれずみの男 The Illustrated Man (1969)
- さすらいの大空 The Gypsy Moths (1969)
- ひとりぼっちの青春 They Shoot Horses, Don't They? (1969)
- 大洋のかなたに The Hawaiians (1970)
- 走れウサギ Rabbit, Run (1970)
- 夕陽の挽歌 Wild Rovers (1971)
- ロリ・マドンナ戦争 Lolly-Madonna XXX (1973)
- おかしなおかしな大泥棒 The Thief Who Came to Dinner (1973)
- メイム Mame (1974)
- エアポート'75 Airport 1975 (1974)
- 大地震 Earthquake (1974)
- 二番街の囚人 The Prisoner of Second Avenue (1975)
- ストリートファイター Hard Times (1975)
- キラー・エリート The Killer Elite (1975)
- カリブの嵐 Swashbuckler (1976)
- エアポート'77/バミューダからの脱出 Airport '77 (1977)
- 詐欺師ハリー/殺人者をハメろ Never Con a Killer (1977) テレビ映画
- ザ・ドライバー The Driver (1978)
- 年上の女 Moment by Moment (1978)
- エアポート'80 The Concorde...Airport'79 (1979)
- ラヴィング・カップル Loving Couples (1980)
- フーリング Foolin' Around (1980)
- LOVEシーズン A Change of Seasons (1980)
- 恋のドラッグストア・ナイト All Night Long (1981)
- 新・ジキル博士とハイド氏 Jekyll and Hyde... Together Again (1982)
- ナショナル・ランプーン/パニック同窓会 National Lampoon's Class Reunion (1982)
- 脱獄天使 Love on the Run (1985) テレビ映画
- デッドリー・フレンド Deadly Friend (1986)
- アルカトラズ刑務所・暴動大脱獄 Six Against the Rock (1987) テレビ映画
- リトル・ガール・ロスト/娘よ Little Girl Lost (1988) テレビ映画

### テレビドラマ
- ピーター・ガン Peter Gunn (1958-1960) 61話分
- ローハイド Rawhide (1959) 9話分
- ジェット・ファイター Steve Canyon (1959) 11話分
- ディズニーランド Disneyland (1959) 2話分
- ついてる男 Mr. Lucky (1959-1960) 25話分
- Hong Kong (1960-1961) 24話分
- ペリー・メイスン Perry Mason (1961) 2話分
- セレブリティー Celebrity (1984) ミニシリーズ、3話分